# 日本分治計劃
日本分治計劃是第二次世界大戰中日本無條件投降後，同盟國准备军事占领日本的計劃。同盟國依據《波茨坦宣言》，要求日本無條件投降後，必須放棄自明治維新之後取得之日本四岛以外領土，分由盟軍各国接收。而日本本土，原本計劃仿效盟軍在德國和奧地利的占领計劃，將北海道、本州、九州、四國分为多个占领区进行军事占领。实际上只实行了在日本本土以外的分治計劃，日本本土的军事占领由美国主導。

## 日本戰敗後分割佔領之土地
- 美国
  - 朝鮮半島北緯38度線以南（美國協助接收，後扶植成立大韓民國）
  - 琉球群島
  - 菲律賓
  - 奄美群島
  - 小笠原
  - 馬紹爾群島
  - 加羅林群島
  - 關島
  - 馬里亞納群島
- 英国
  - 香港
  - 馬來亞
  - 北婆羅洲
  - 砂拉越
  - 新加坡
  - 緬甸
- 苏联
  - 南樺太
  - 千島列島
  - 朝鮮半島北緯38度線以北（蘇聯協助接收，後扶植成立朝鮮民主主義人民共和國）
  - 關東州（旅順、大連於1950年代交給于1949年成立之中华人民共和国）
- 中國
  - 臺灣島
  - 澎湖群島
  - 滿洲（由蘇聯接收後再行移交給中華民國）
  - 越南北部（北緯17度線以北，由中華民國協助接收）
- 法國
  - 越南南部（北緯17度線以南，由法國協助接收）
  - 老撾
  - 柬埔寨

以上國土歸還計畫，自1945年日本投降後已移交完畢。

### 計劃中的分治方案
此一計畫圖片現存於美國國家檔案館中，以下排列並非以時間先後進行排列。

#### 分治計畫其一

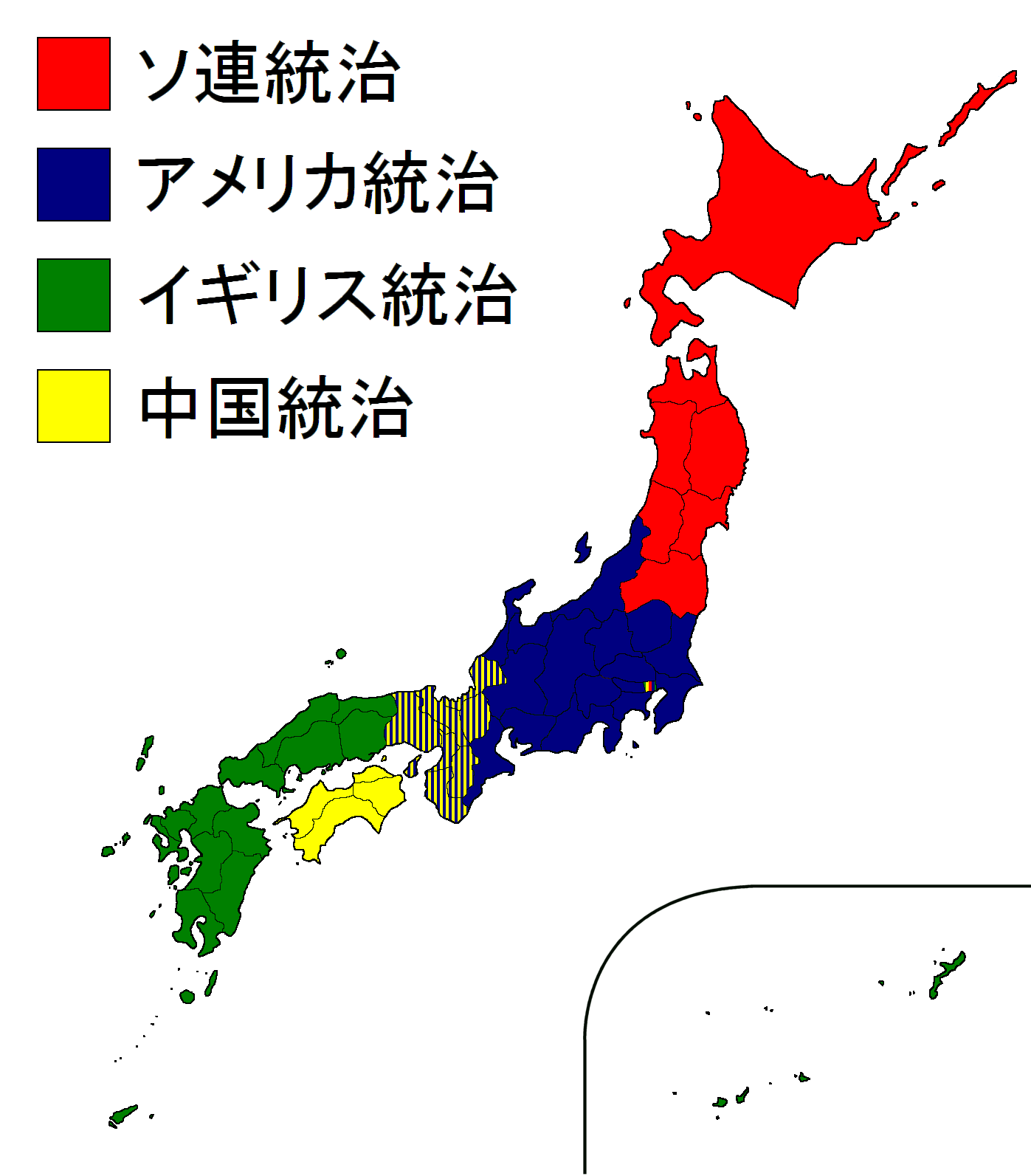
日本分治計劃書其一

- 苏联佔領區：北海道及東北。

- 美国佔領區：關東、中部、福井縣以外的北陸、三重縣。

- 英国佔領區：中國地方、九州、琉球群島。

- 中國佔領區：四國。

- 東京都由美、中、蘇、英共同占領。

- 福井縣在內，三重县以外的近畿地方由美國和中國共同占領。

#### 分治計畫其二

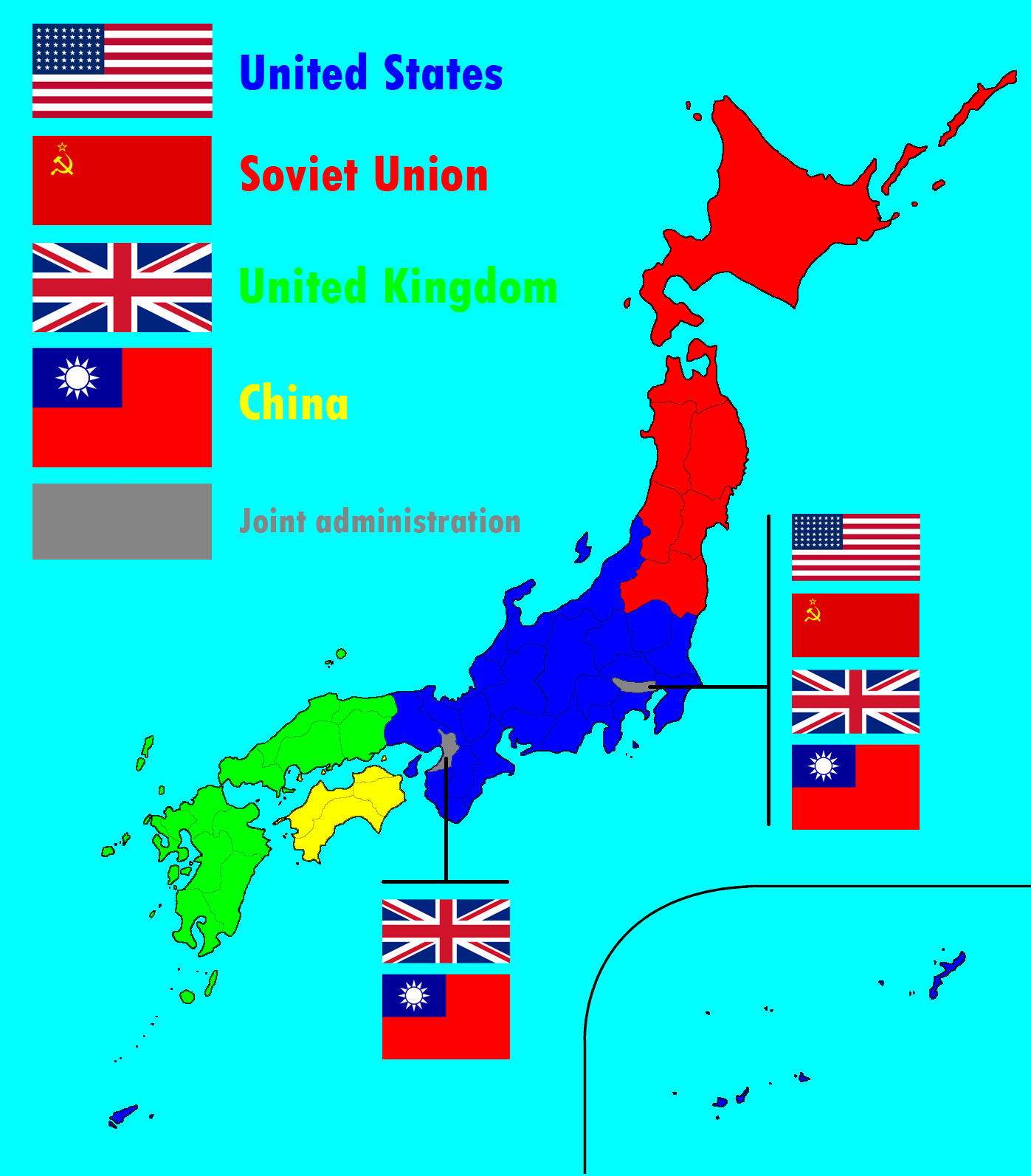
日本分治計劃書其二

- 苏联佔領區：北海道及東北。

- 美国佔領區：东京都以外的關東、中部、大阪府以外的近畿、琉球群島。

- 英国佔領區：中國地方、九州。

- 中國佔領區：四國。

- 東京都由美、中、蘇、英共同占領。

- 大阪府由英國和中國共同占領。

### 分治計劃取消
此一計劃後來被取消，具體原因不明，但有可能因下列狀況造成該計畫終止：
- 美軍原子彈研發試爆成功，獲得核子武器；
- 美國成功研發核子武器，並以此為要脅要求蘇聯撤回雅爾達會議中的承諾；
- 在德國投降前，原本對蘇聯友好的美國總統羅斯福於1945年4月突然逝世，而繼任美國總統的杜魯門因其厭惡蘇聯並反共的心態導致美國外交政策產生轉變；
- 英國首相邱吉爾警告美國關於戰後蘇聯及共產主義國家會擴大扶植建立在遠東之勢力所產生的威脅；
- 冷戰初期相繼爆發多次地區戰爭，包括國共內戰、馬共叛亂、希臘內戰、法越戰爭等，使中、英、法等國無暇外顧。

此外還有眾多索要賠償論述如下：
- 戰爭結束前，蘇聯表明要求取得南樺太與千島列島、北海道北部（留萌市－釧路市所連結的北海道東北部，而留萌市與釧路市原非蘇聯分割佔領區域），蘇聯的態度表明其急欲在戰爭結束後取得更多的利益；
- 中國戰區總司令蔣中正提出給日本一次經驗教訓，以德報怨，主張以機械、工業物資賠償，反對該佔領計畫進行[2]；
- 麥克阿瑟接見日本首相吉田茂時，吉田茂猛烈的抗議；
- 美國企圖獨佔整體利益；
- 《波茨坦宣言》（第八條），日本的主權必須被限制在本州、北海道、九州和四國以及吾人所決定其他小島之內，此一條例並未體認到日本的完整性，而將其分割統治，與波茨坦宣言極為矛盾；如強力推行，恐將導致日軍不願立刻解除武裝投降，並玉碎；
- 對日戰爭的核心問題，雖由美軍負責佔領日本，但也受到蘇聯、英國、中華民國的支持與反對。事實上，聯合國在朝鮮半島與德國的分割統治計畫，證明由被佔領國自行進行統治結果皆差不多。